# Wikispecies
Wikispecies is een project van Wikimedia, dat op 13 september 2004 van start is gegaan. De bedoeling is om een taxonomisch overzicht te bieden van zo veel mogelijk levende wezens. De definitie is dan ook "de vrije soortenlijst die iedereen kan bewerken". Er staan geen lopende teksten over soorten in: Wikispecies is geen encyclopedie, maar biedt een classificatie met literatuurverwijzingen. Als Wikispecies in die zin origineel onderzoek publiceert, wijkt het af van Wikipedia waar dat niet is toegestaan. Over en weer verwijzen Wikispecies en Wikipedia naar elkaar. Bij de oprichting in 2004 is bepaald dat Wikispecies geen afsplitsing van Wikipedia mag zijn. Het motto is: "Wikispecies is free. Because life is public domain!" Het plan is om Wikispecies na voltooiing op te nemen in Wikidata. Nieuwe afbeeldingen moeten worden opgeladen naar Wikimedia Commons, van waaruit ze zo nodig en spaarzaam aan een Wikispecies-artikel kunnen worden toegevoegd. Als voorbeeldartikel noemt Wikispecies Panthera tigris: een classificatie met bronnen en een afbeelding. Anders dan op Wikipedia mogen de medewerkers aan Wikispecies op hun gebruikerspagina's hun wetenschappelijk curriculum vitae of publicatielijst geven.
Wikispecies is beschikbaar in 131 talen en telde eind juni 2015 classificaties van meer dan 427.000 soorten.